# Barrhead, Alberta
Barrhead är en ort i Kanada.   Den ligger i provinsen Alberta, i den centrala delen av landet, 2 900 km väster om huvudstaden Ottawa. Barrhead ligger 656 meter över havet och antalet invånare är 4 430.
Terrängen runt Barrhead är platt, och sluttar söderut. Runt Barrhead är det mycket glesbefolkat, med 2 invånare per kvadratkilometer.. Det finns inga andra samhällen i närheten. 
Trakten runt Barrhead består till största delen av jordbruksmark.